# Bella Vista (California)
Bella Vista è un census-designated place (CDP) degli Stati Uniti d'America, situato nello stato della California, nella contea di Shasta.